# Xirivella
Xirivella – gmina w Hiszpanii, w prowincji Walencja, we wspólnocie autonomicznej Walencja, o powierzchni 5,15 km². W 2011 roku liczyła 30 213 mieszkańców.